# San Ferdinando di Puglia
San Ferdinando di Puglia é uma comuna italiana da região da Puglia, província de Barletta-Andria-Trani, com cerca de 14.326 habitantes. Estende-se por uma área de 41 km², tendo uma densidade populacional de 349 hab/km². Faz fronteira com Barletta (BA), Canosa di Puglia (BA), Cerignola, Trinitapoli.

## Demografia
| Variação demográfica do município entre 1861 e 2011                               |
|                                                                                   |
| Fonte: Istituto Nazionale di Statistica (ISTAT) - Elaboração gráfica da Wikipedia |